# Rally della Nuova Zelanda

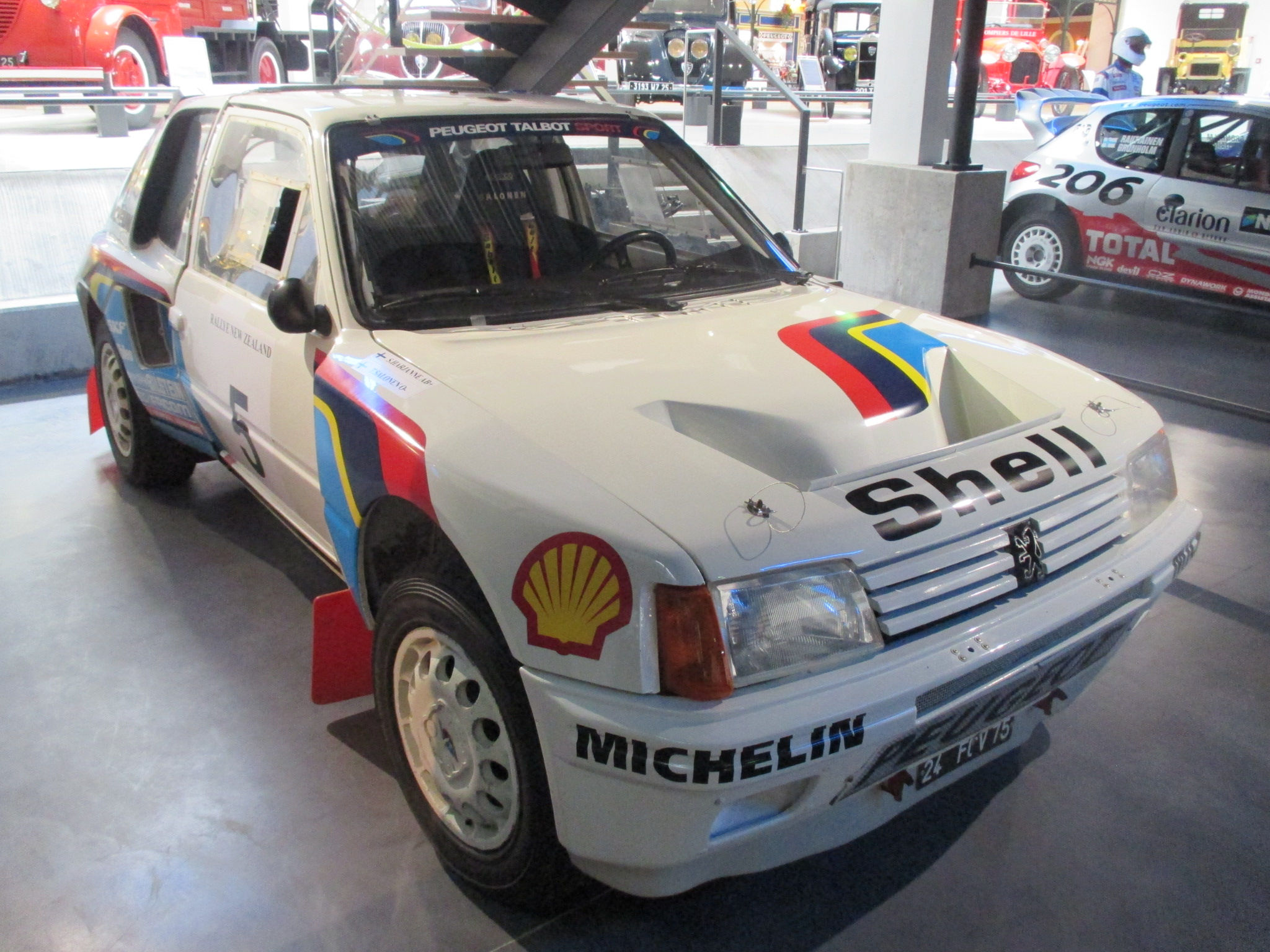
Una Peugeot 205 Turbo 16 che ha partecipato nel 1985.

Il Rally della Nuova Zelanda è una manifestazione sportiva automobilistica inserita per la prima volta nel Campionato del mondo rally nel 1977.

## Edizioni
| Anno      | Denominazione                         | Vincitori                                      | Auto                                           | Scuderia                                       | Validità                |
| --------- | ------------------------------------- | ---------------------------------------------- | ---------------------------------------------- | ---------------------------------------------- | ----------------------- |
| 1969      | 1st Silver Fern Rally                 | Grady Thompson Rick Rimmer                     | Holden Monaro                                  | -                                              | Campionato neozelandese |
| 1970      | 2nd Silver Fern Rally                 | Paul Adams Don Fenwick                         | BMW 2002                                       | -                                              | -                       |
| 1971      | 3rd Heatway Int. Motor Rally          | Bruce Hodgson Mike Mitchell                    | Ford Cortina Lotus                             | -                                              | Campionato neozelandese |
| 1972      | 4th Heatway Int. Motor Rally          | Andrew Cowan Jim Scott                         | BMC Mini Clubman GT                            | -                                              | Campionato neozelandese |
| 1973      | 5th Heatway Int. Motor Rally          | Hannu Mikkola Jim Porter                       | Ford Escort RS 1600                            | -                                              | Campionato neozelandese |
| 1974      | Non disputato                         | Non disputato                                  | Non disputato                                  | Non disputato                                  | Non disputato           |
| 1975      | 6th Heatway Int. Motor Rally          | Mike Marshall Arthur McWatt                    | Ford Escort RS                                 | -                                              | Campionato neozelandese |
| 1976      | 7th Radio NZ Heatway Rally            | Andrew Cowan Jim Scott                         | Hillman Avenger                                | -                                              | Campionato neozelandese |
| 1977      | 8th South Pacific Rally - New Zealand | Fulvio Bacchelli Francesco Rossetti            | Fiat 131 Abarth Rally                          | -                                              | WRC Coppa FIA piloti    |
| 1978      | 9th Motogard Rally of New Zealand     | Russell Brookes Chris Porter                   | Ford Escort RS 1800                            | -                                              | Coppa FIA piloti        |
| 1979      | 10th Motogard Rally of New Zealand    | Hannu Mikkola Arne Hertz                       | Ford Escort RS 1800                            | Masport                                        | WRC                     |
| 1980      | 11th Motogard Rally of New Zealand    | Timo Salonen Seppo Harjanne                    | Datsun 160J                                    | Team Datsun                                    | WRC                     |
| 1981      | 12th Motogard Rally of New Zealand    | Jim Donald Kevin Lancaster                     | Ford Escort RS 1800                            | -                                              | -                       |
| 1982      | 13th Motogard Rally of New Zealand    | Björn Waldegård Hans Thorszelius               | Toyota Celica 2000 GT                          | Toyota New Zealand                             | WRC                     |
| 1983      | 14th Sanyo Rally of New Zealand       | Walter Röhrl Christian Geistdörfer             | Lancia Rally 037                               | Martini Racing                                 | WRC                     |
| 1984      | 15th Sanyo Rally of New Zealand       | Stig Blomqvist Björn Cederberg                 | Audi Quattro A2                                | Audi Sport                                     | WRC                     |
| 1985      | 16th AWA Clarion Rally of New Zealand | Timo Salonen Seppo Harjanne                    | Peugeot 205 Turbo 16                           | Peugeot Talbot Sport                           | WRC                     |
| 1986      | 17th AWA Clarion Rally of New Zealand | Juha Kankkunen Juha Piironen                   | Peugeot 205 Turbo 16 Evo2                      | Peugeot Talbot Sport                           | WRC                     |
| 1987      | 18th AWA Clarion Rally of New Zealand | Franz Wittmann Sr. Jörg Pattermann             | Lancia Delta HF 4WD                            | Funkberaterring Rally Team                     | WRC                     |
| 1988      | 19th Rothmans Rally of New Zealand    | Sepp Haider Ferdinand Hinterleitner            | Opel Kadett GSI                                | GM Euro Sport                                  | WRC                     |
| 1989      | 20th Rothmans Rally of New Zealand    | Ingvar Carlsson Per Carlsson                   | Mazda 323 4WD                                  | Mazda Rally Team Belgium                       | WRC                     |
| 1990      | 21st Rothmans Rally of New Zealand    | Carlos Sainz Luis Moya                         | Toyota Celica GT-Four ST165                    | Toyota Team Europe                             | WRC                     |
| 1991      | 22nd Rothmans Rally New Zealand       | Carlos Sainz Luis Moya                         | Toyota Celica GT-Four ST165                    | Toyota Team Europe                             | WRC                     |
| 1992      | 23rd Rothmans Rally New Zealand       | Carlos Sainz Luis Moya                         | Toyota Celica Turbo 4WD                        | Toyota Team Sweden                             | WRC                     |
| 1993      | 24th Rothmans Rally New Zealand       | Colin McRae Derek Ringer                       | Subaru Legacy RS                               | 555 Subaru WRT                                 | WRC                     |
| 1994      | 25th Rothmans Rally New Zealand       | Colin McRae Derek Ringer                       | Subaru Impreza 555                             | 555 Subaru WRT                                 | WRC                     |
| 1995      | 26th Smokefree Rally New Zealand      | Colin McRae Derek Ringer                       | Subaru Impreza 555                             | 555 Subaru WRT                                 | WRC                     |
| 1996      | 27th Smokefree Rally New Zealand      | Richard Burns Robert Reid                      | Mitsubishi Lancer Evo III                      | Rothmans Mitsubishi Ralliart                   | Coppa FIA 2 litri       |
| 1997      | 28th Smokefree Rally New Zealand      | Kenneth Eriksson Staffan Parmander             | Subaru Impreza WRC97                           | 555 Subaru WRT                                 | WRC                     |
| 1998      | 29th Rally New Zealand                | Carlos Sainz Luis Moya                         | Toyota Corolla WRC                             | Toyota Castrol Team                            | WRC                     |
| 1999      | 30th Rally New Zealand                | Tommi Mäkinen Risto Mannisenmäki               | Mitsubishi Lancer Evo VI                       | Marlboro Mitsubishi Ralliart                   | WRC                     |
| 2000      | 31st Propecia Rally New Zealand       | Marcus Grönholm Timo Rautiainen                | Peugeot 206 WRC                                | Peugeot Esso                                   | WRC                     |
| 2001      | 32nd Propecia Rally New Zealand       | Richard Burns Robert Reid                      | Subaru Impreza WRC2001                         | Subaru World Rally Team                        | WRC                     |
| 2002      | 33rd Propecia Rally New Zealand       | Marcus Grönholm Timo Rautiainen                | Peugeot 206 WRC                                | Peugeot Total                                  | WRC                     |
| 2003      | 34th Propecia Rally New Zealand       | Marcus Grönholm Timo Rautiainen                | Peugeot 206 WRC                                | Marlboro Peugeot Total                         | WRC                     |
| 2004      | 35th Propecia Rally New Zealand       | Petter Solberg Phil Mills                      | Subaru Impreza WRC2004                         | 555 Subaru WRT                                 | WRC                     |
| 2005      | 36th Propecia Rally New Zealand       | Sébastien Loeb Daniel Elena                    | Citroën Xsara WRC                              | Citroën Total WRT                              | WRC                     |
| 2006      | 37th Propecia Rally New Zealand       | Marcus Grönholm Timo Rautiainen                | Ford Focus RS WRC 06                           | BP Ford WRT                                    | WRC                     |
| 2007      | 38th Rally New Zealand                | Marcus Grönholm Timo Rautiainen                | Ford Focus RS WRC 07                           | BP Ford WRT                                    | WRC                     |
| 2008      | 39th Repco Rally New Zealand          | Sébastien Loeb Daniel Elena                    | Citroën C4 WRC                                 | Citroën Total WRT                              | WRC                     |
| 2009      | Non disputato                         | Non disputato                                  | Non disputato                                  | Non disputato                                  | Non disputato           |
| 2010      | 40th Rally New Zealand                | Jari-Matti Latvala Miikka Anttila              | Ford Focus RS WRC 09                           | BP Ford Abu Dhabi WRT                          | WRC                     |
| 2011      | 41st Rally New Zealand                | Hayden Paddon John Kennard                     | Subaru Impreza WRX STi                         | -                                              | Campionato neozelandese |
| 2012      | 42nd Brother Rally New Zealand        | Sébastien Loeb Daniel Elena                    | Citroën DS3 WRC                                | Citroën Total WRT                              | WRC                     |
| 2013–2016 | Non disputato                         | Non disputato                                  | Non disputato                                  | Non disputato                                  | Non disputato           |
| 2017      | Rally New Zealand 2017                | Hayden Paddon John Kennard                     | Hyundai i20 AP4                                | -                                              | Campionato neozelandese |
| 2018      | Rally Raglan of the Coast 2018        | Hayden Paddon Malcolm Read                     | Hyundai i20 AP4                                | -                                              | Campionato neozelandese |
| 2019      | Non disputato                         | Non disputato                                  | Non disputato                                  | Non disputato                                  | Non disputato           |
| 2020      | Rally New Zealand 2020                | Cancellato a causa della pandemia di COVID-19. | Cancellato a causa della pandemia di COVID-19. | Cancellato a causa della pandemia di COVID-19. | WRC                     |
| 2021      | Non disputato                         | Non disputato                                  | Non disputato                                  | Non disputato                                  | Non disputato           |
| 2022      | Repco Rally New Zealand 2022          | Kalle Rovanperä Jonne Halttunen                | Toyota GR Yaris Rally1                         | Toyota Gazoo Racing WRT                        | WRC                     |

## Statistiche[1]

### Vittorie
| Pos. | Pilota          | N° vittorie |
| ---- | --------------- | ----------- |
| 1    | Marcus Grönholm | 5           |
| 2    | Carlos Sainz    | 4           |
| 3    | Sébastien Loeb  | 3           |
| 3    | Colin McRae     | 3           |
| 3    | Hayden Paddon   | 3           |
| 6    | Richard Burns   | 2           |
| 6    | Andrew Cowan    | 2           |
| 6    | Hannu Mikkola   | 2           |
| 6    | Timo Salonen    | 2           |

| Pos. | Copilota        | N° vittorie |
| ---- | --------------- | ----------- |
| 1    | Timo Rautiainen | 5           |
| 2    | Luis Moya       | 4           |
| 3    | Daniel Elena    | 3           |
| 3    | Derek Ringer    | 3           |
| 5    | Seppo Harjanne  | 2           |
| 5    | John Kennard    | 2           |
| 5    | Robert Reid     | 2           |
| 5    | Jim Scott       | 2           |

| Pos. | Costruttore | N° vittorie |
| ---- | ----------- | ----------- |
| 1    | Ford        | 9           |
| 2    | Subaru      | 7           |
| 3    | Toyota      | 6           |
| 4    | Peugeot     | 5           |
| 5    | Citroën     | 3           |
| 6    | Lancia      | 2           |
| 6    | Hyundai     | 2           |
| 6    | Mitsubishi  | 2           |

### Podi
| Pos. | Pilota          | N° podi |
| ---- | --------------- | ------- |
| 1    | Marcus Grönholm | 7       |
| 2    | Juha Kankkunen  | 6       |
| 2    | Carlos Sainz    | 6       |
| 4    | Sébastien Loeb  | 5       |
| 4    | Colin McRae     | 5       |
| 6    | Didier Auriol   | 4       |
| 6    | Mikko Hirvonen  | 4       |
| 6    | Hannu Mikkola   | 4       |
| 6    | Walter Röhrl    | 4       |
| 6    | Petter Solberg  | 4       |

| Pos. | Copilota              | N° podi |
| ---- | --------------------- | ------- |
| 1    | Timo Rautiainen       | 7       |
| 2    | Luis Moya             | 6       |
| 3    | Daniel Elena          | 5       |
| 4    | Christian Geistdörfer | 4       |
| 4    | Nicky Grist           | 4       |
| 4    | Jarmo Lehtinen        | 4       |
| 4    | Jim Scott             | 4       |
| 8    | Seppo Harjanne        | 3       |
| 8    | Arne Hertz            | 3       |
| 8    | John Kennard          | 3       |
| 8    | Ilkka Kivimäki        | 3       |
| 8    | Kevin Lancaster       | 3       |
| 8    | Arthur McWatt         | 3       |
| 8    | Phil Mills            | 3       |
| 8    | Chris Porter          | 3       |
| 8    | Robert Reid           | 3       |
| 8    | Derek Ringer          | 3       |